# Baarmoederhals

locatie baarmoederhals of cervix

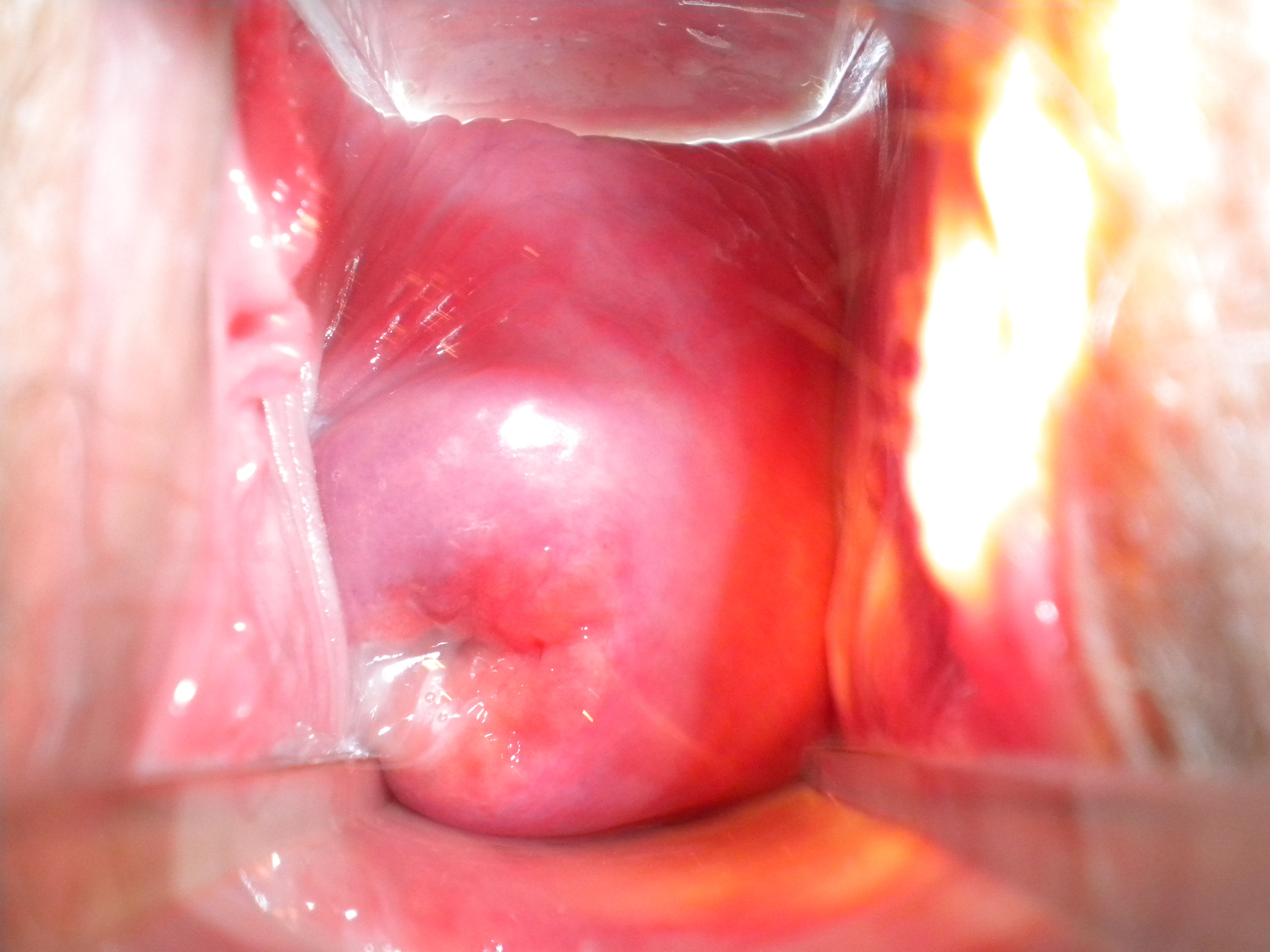

De baarmoederhals, cervix uteri of kortweg cervix is een smaller, buisvormig gedeelte van de baarmoeder dat aan een kant in de vagina eindigt, aan de andere kant overgaat in het baarmoederlichaam (corpus uteri) met daarin de baarmoederholte (cavum uteri). De baarmoederholte is met endometrium bekleed, de baarmoederhals van binnen met cilinderepitheel. In de vagina heeft de baarmoederhals een opening, de baarmoedermond, het ostium externum. Het gedeelte van de cervix dat zichtbaar is via de schede wordt portio genoemd.
In de baarmoedermond zit meestal (behalve tijdens de ovulatie), een ondoorgankelijke slijmprop om de baarmoeder tegen infecties te beschermen. Vóór de bevalling wordt de baarmoederhals verwijd en raakt opgenomen als deel van de baarmoeder en heet dan 'onderste uterussegment'; het verlies van de slijmprop, soms met iets bloed, kondigt vaak het begin van de bevalling aan en heet dan ook tekenen.
De baarmoederhals ondergaat gedurende de menstruatiecyclus een aantal veranderingen. Vlak na de menstruatie is de baarmoederhals gesloten en ligt hij ondiep in de vagina. Wanneer de tijd van de ovulatie nadert, kruipt de baarmoederhals weg naar binnen, wordt zachter van structuur en opent zich een beetje. Na de ovulatie komt de baarmoederhals weer terug in de lage, gesloten positie. Ook de overgangszone tussen het endocervicale epitheel en het plaveiselepitheel verplaatst zich wat meer naar binnen en naar buiten onder invloed van de maandelijkse variatie in hormoonconcentraties.
Bij mensen komt kanker van de baarmoederhals, baarmoederhalskanker, vrij frequent voor. Het wordt veroorzaakt door een infectie met het humaan papillomavirus (HPV). Het ontstaan van voorstadia van deze vorm van kanker kan vroeg worden opgespoord door studie van een uitstrijkje, en bij vroege detectie efficiënt worden behandeld.
In Nederland worden om het aantal patiënten aan baarmoederhalskanker te beperken alle vrouwen van tussen 30 en 60 jaar oud elke 5 jaar uitgenodigd om een uitstrijkje te laten maken. In België geldt als richtlijn voor deze groep vrouwen om zich om de drie jaar te laten onderzoeken via een uitstrijkje. De ontwikkeling van een baarmoederhalskanker verloopt sneller bij jongere vrouwen dan bij oudere vrouwen.